# Hemicycla pouchet
Hemicycla pouchet es una especie de molusco gasterópodo de la familia Helicidae.

## Distribución geográfica
Es endémica de Tenerife, en las Canarias (España).